# 알불라 고개
알불라 고개(Albula Pass, 로만슈어: Pass d'Alvra 또는 Pass da l'Alvra, 독일어: Albulapass)는 스위스 그라우뷘덴주의 해발 약 2312m에 이르는 산길이다. 이 고개는 알불라 알프스의 중심부에 있으며, 알불라, 라인강 지류와 Ova d'Alvra, Inn 지류 사이의 분수령에 있다. 고개를 내려다보면 피츠 위어치(Piz Üertsch, 북쪽)와 크라스타 모라(Crasta Mora, 남쪽) 산맥이 있다.
알불라 고개는 그라우뷘덴주의 중심에서 엥가딘까지의 중요한 축이다. 이 고개는 투지스에서 베르귄을 거쳐 라푼트까지 포장된 도로로 가로지른다. 알불라 철도도 통과하며, 알불라 터널(1,820m)을 통해 낮은 고도에 있지만, 투지스에서 베버까지, 또한 베르귄을 경유한다.
고개 정상에는 호스피스가 있다. 고개의 동쪽, 엥가딘 쪽에는 4.2ha 크기의 알불라제(2,294m)라는 호수가 있다. 고개 서쪽으로 더 멀리 가면 알불라 도로에서 인기 있는 정류장인 라이 다 팔푸오냐(Lai da Palpuogna)가 있다.

## 갤러리

알불라 고개
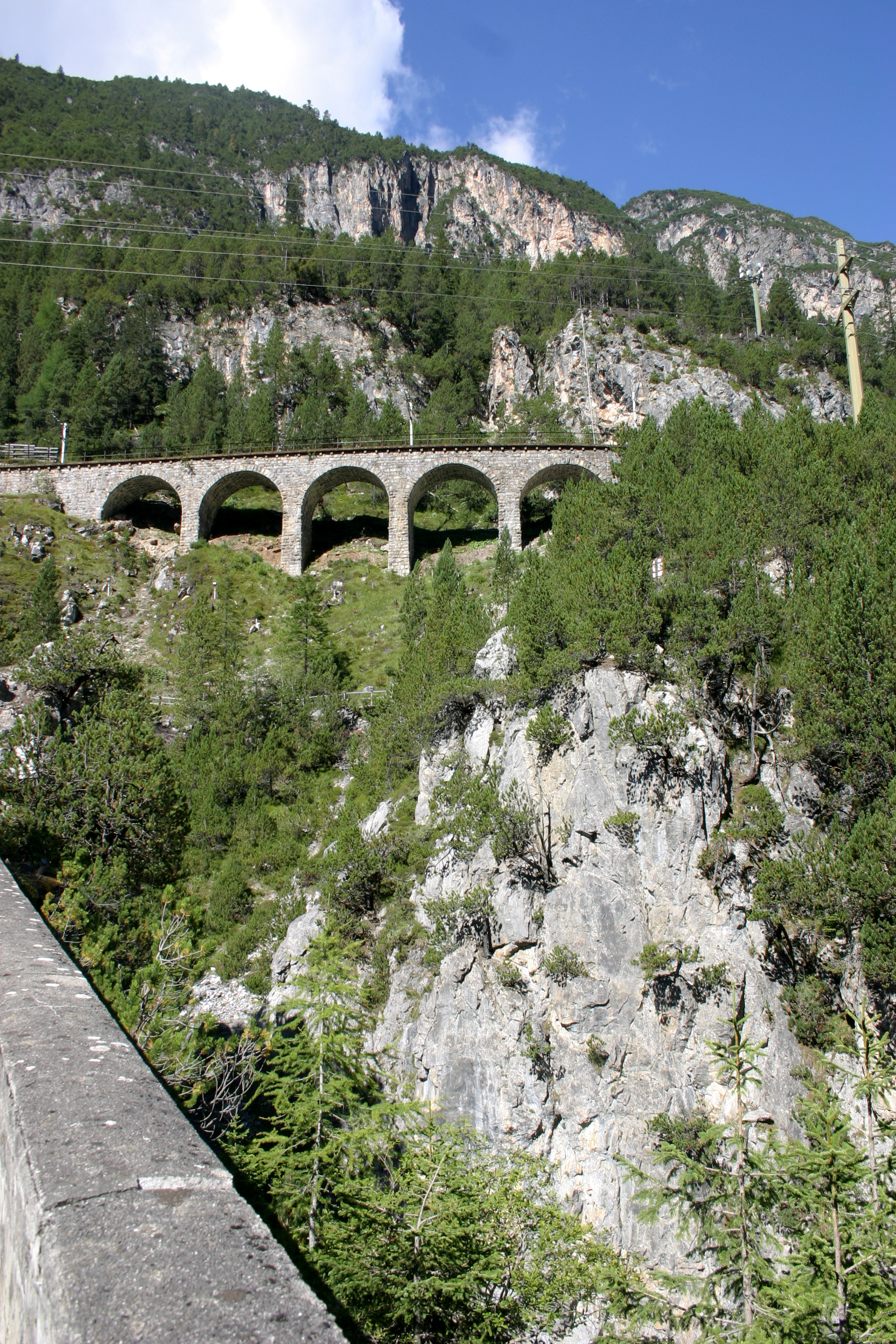
알부라 철도
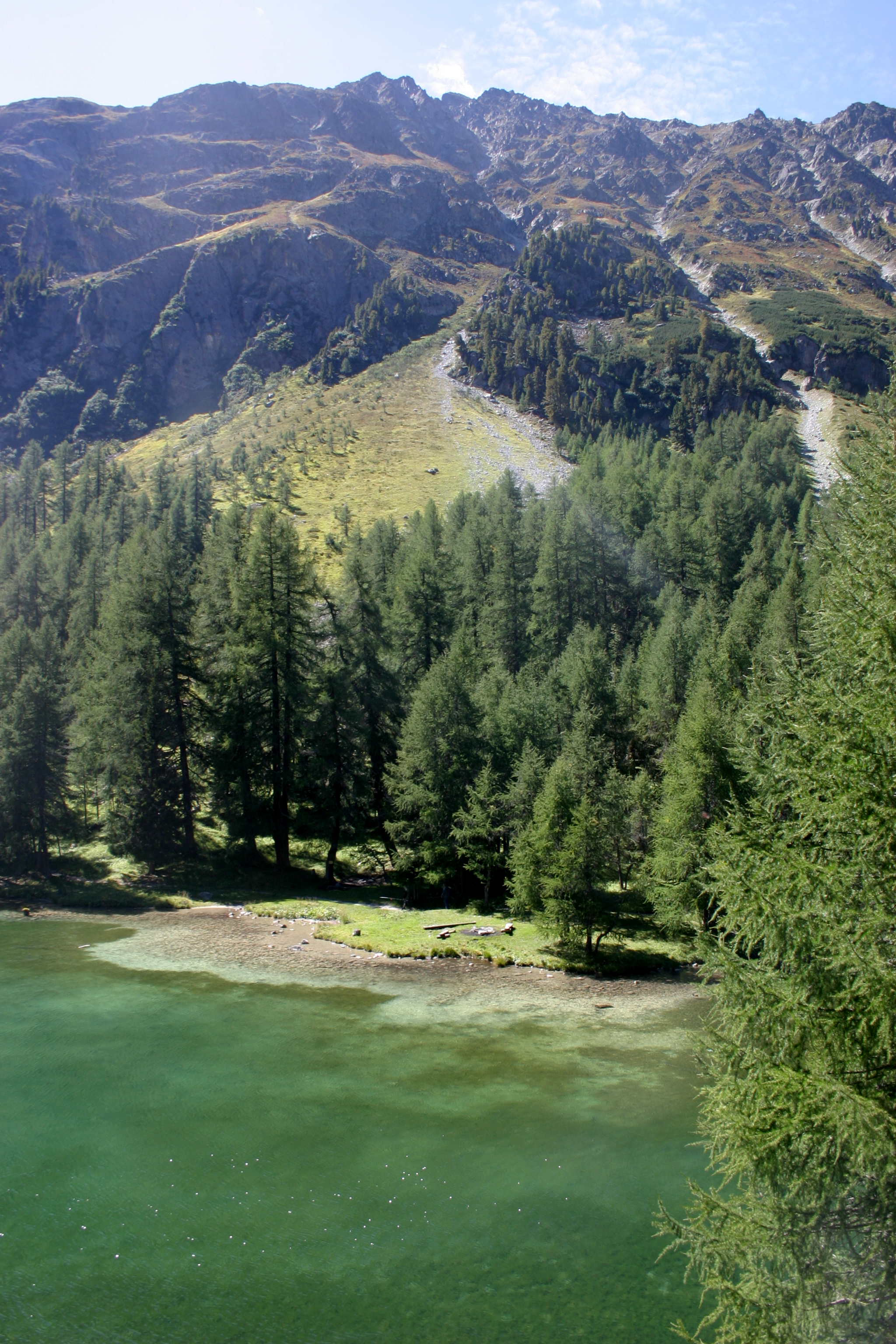
라이 다 팔푸오냐
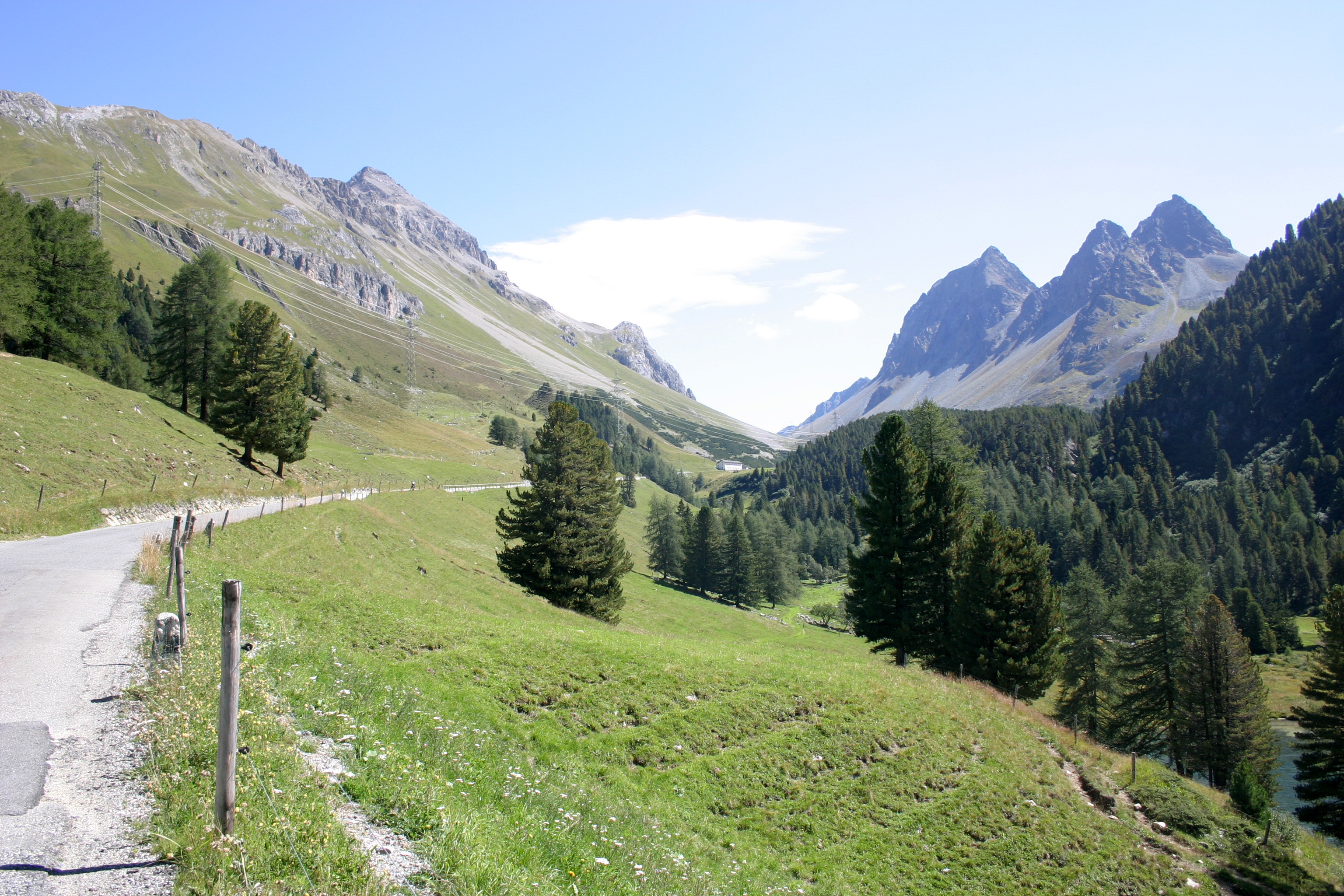
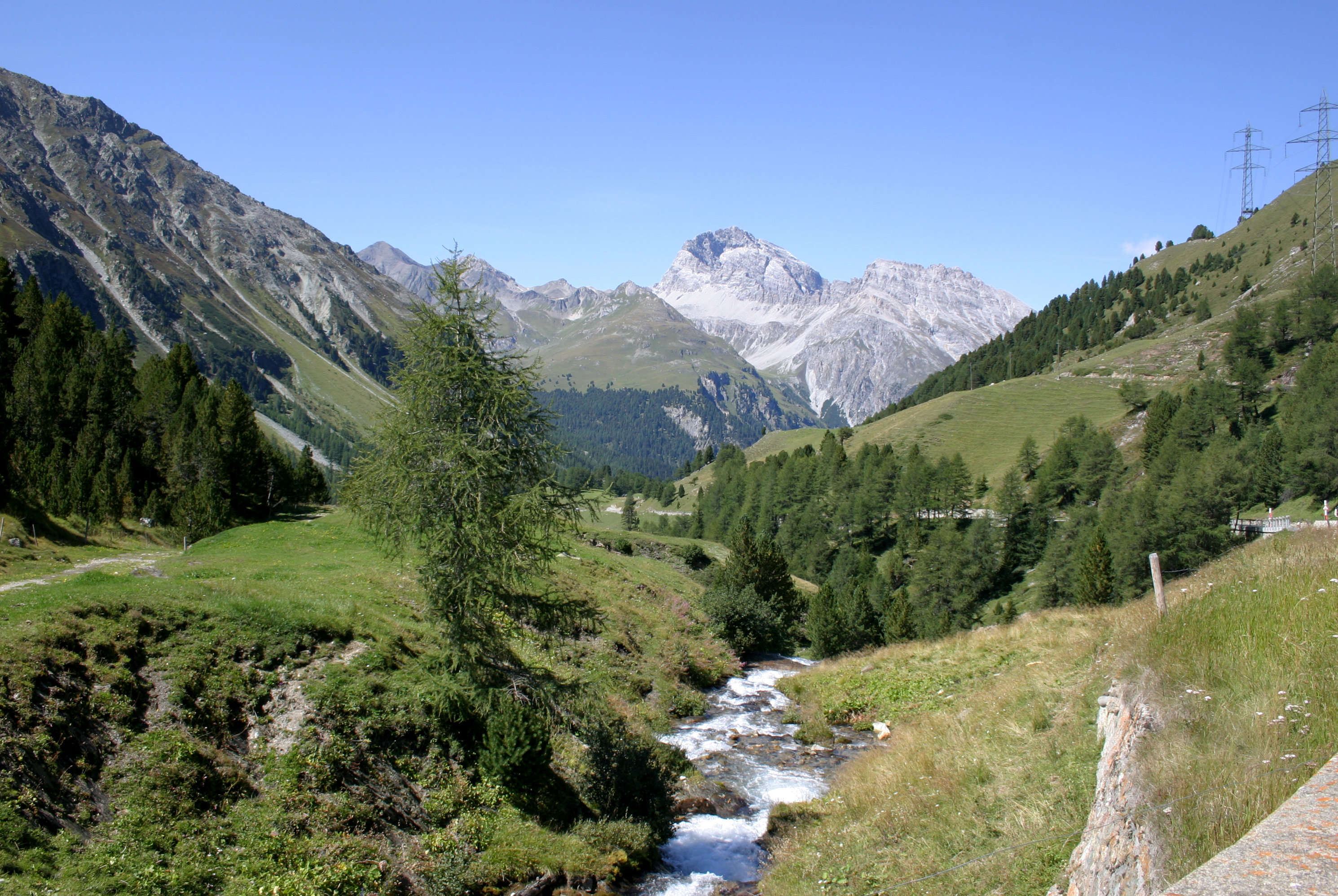
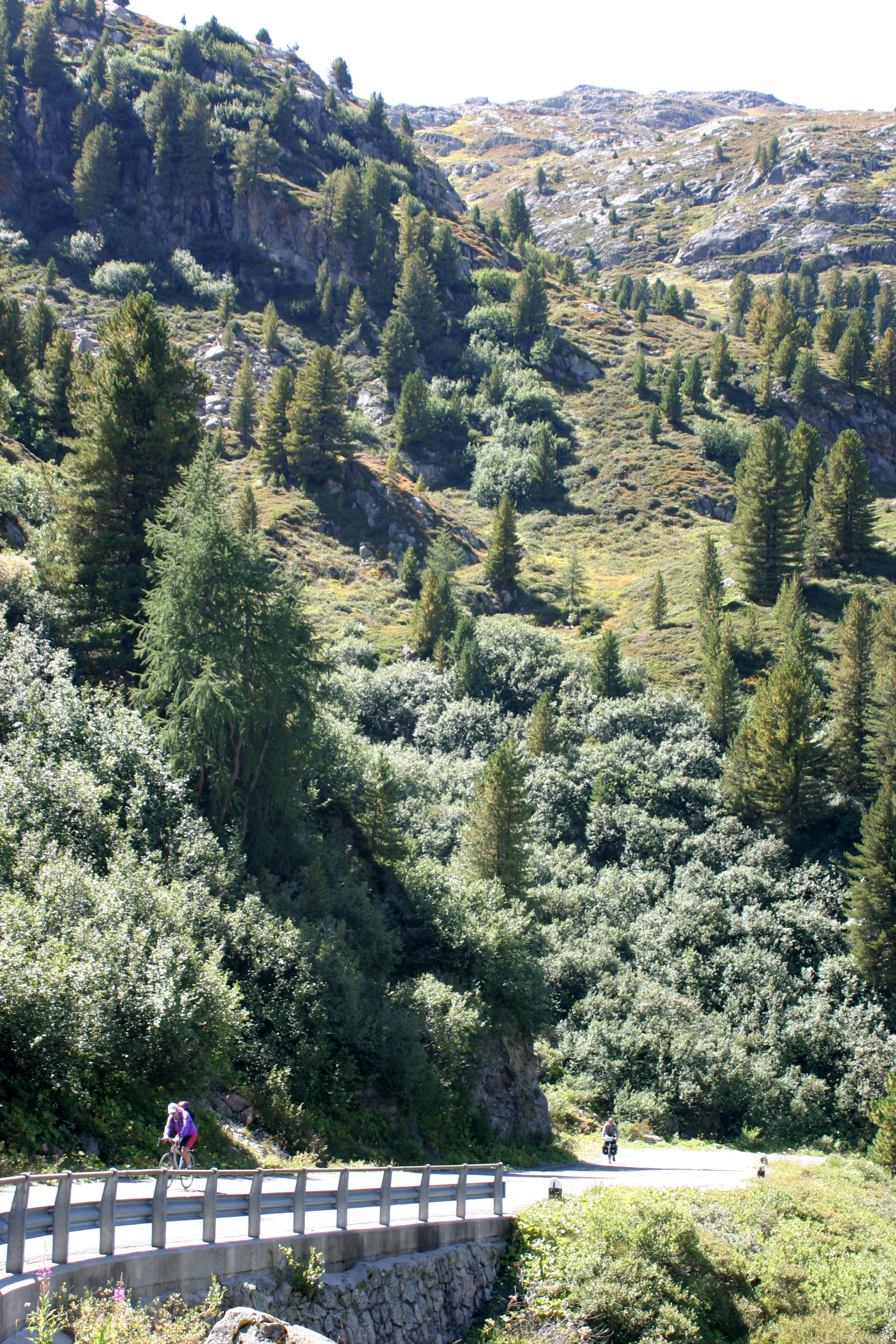
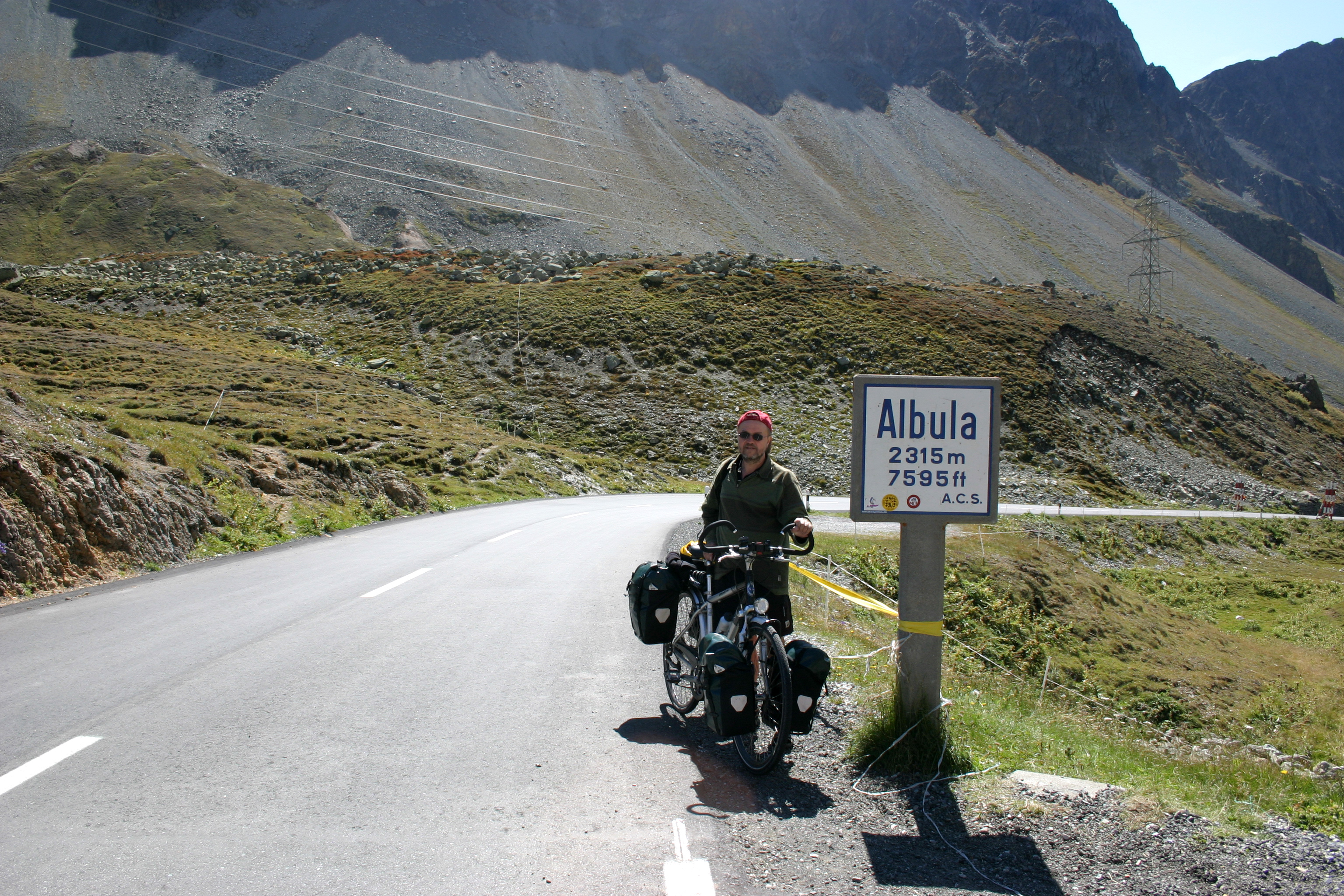
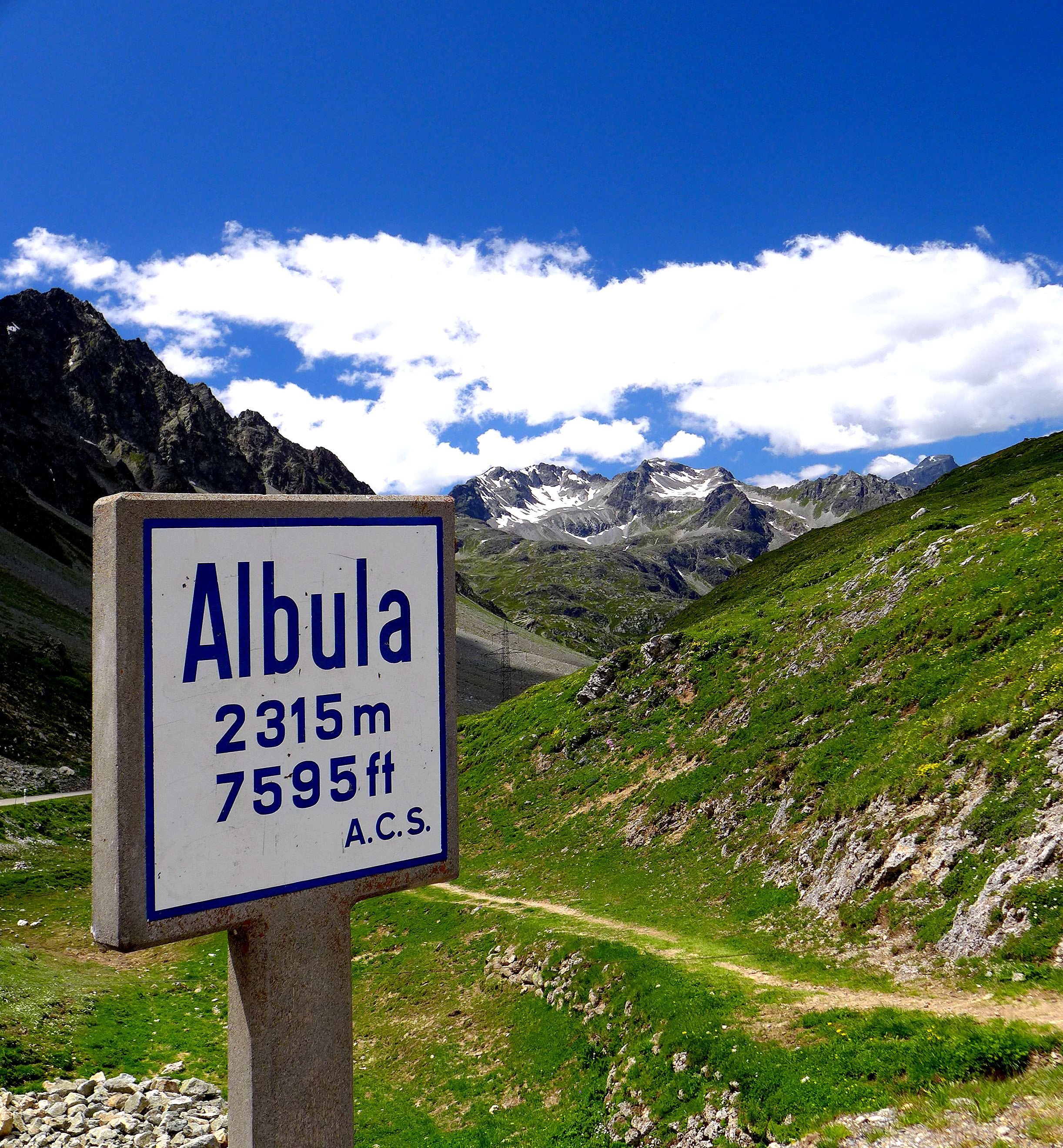
정상의 도로 표지판
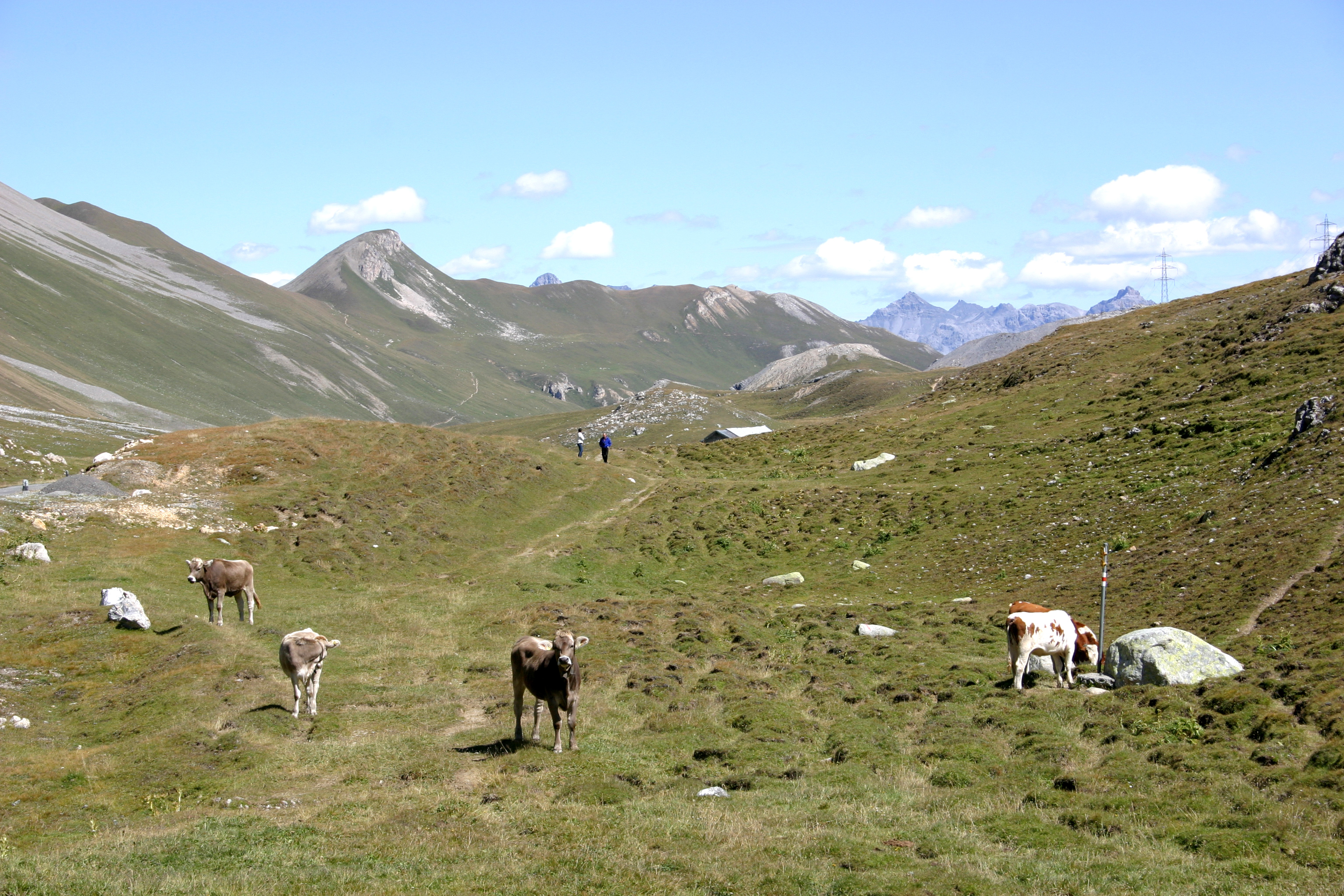
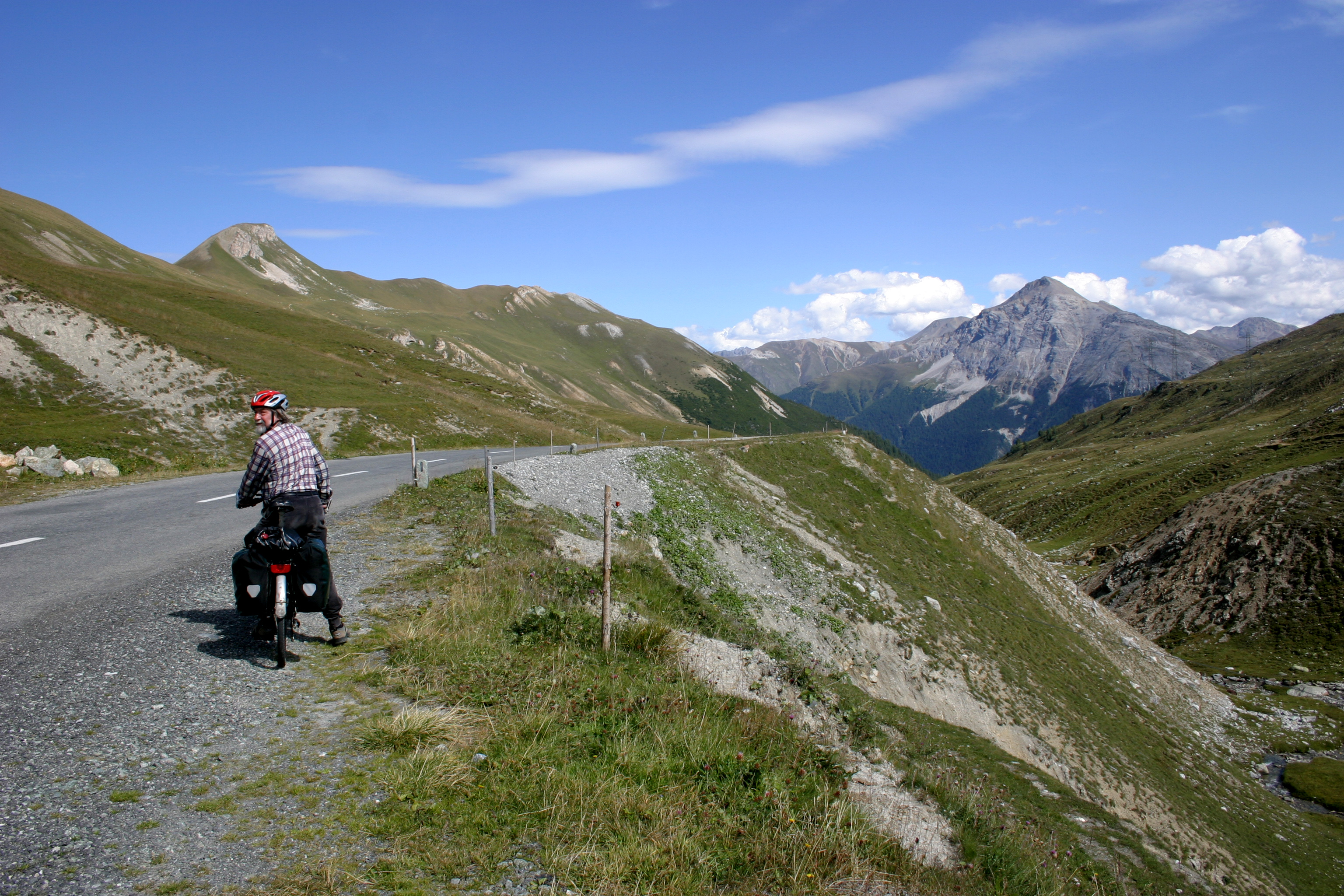